# Anacis flammigera
Anacis flammigera är en stekelart som beskrevs av Porter 2003. Anacis flammigera ingår i släktet Anacis och familjen brokparasitsteklar. Inga underarter finns listade i Catalogue of Life.